# Bilancia elettrometrica
La bilancia elettrometrica (detta anche elettrometro assoluto) è uno strumento creato da Alessandro Volta per superare le limitazioni degli elettroscopi.

## Descrizione
Questo strumento è costituito essenzialmente da una bilancia in cui uno dei piatti è sostituito da un piattello di ottone elettrizzato. Tale piattello è affacciato ad un secondo piattello non elettrizzato, fisso e isolato, o meglio ancora, a un piano conduttore collegato al suolo, detto da Volta "piano deferente".

## Funzionamento
Il piattello elettrizzato desta nel piano deferente elettrizzazione di tipo opposto; pertanto tra i due corpi si manifesta una forza di attrazione, che può venire accuratamente misurata ponendo sull'altro piatto della bilancia pesi in quantità sufficiente a ristabilire la condizione di equilibrio. In questo modo Volta trova la relazione che esiste tra la forza di attrazione, la quantità di elettricità presente sul piattello, il diametro del piattello stesso e la distanza fra piattello e piano deferente.